# Ascochilus
Ascochilus é um género botânico pertencente à família das orquídeas (Orchidaceae).

## Lista de espécies
- Ascochilus emarginatus (Blume) Schuit.(2001).
- Ascochilus fasciculatus (Carr) Garay (1972).
- Ascochilus leytensis (Ames) Garay, (1972).
- Ascochilus mindanaensis (Ames) Christenson, (1985).
- Ascochilus nitidus Seidenf. (1975).
- Ascochilus siamensis Ridl., J. Linn.[2]